# カトリックさいたま教区
カトリックさいたま教区（カトリックさいたまきょうく、英: Roman Catholic Diocese of Saitama）は、埼玉県、栃木県、群馬県、茨城県を管轄区域とするキリスト教 カトリック教会の司教区。司教座聖堂（カテドラル）は浦和教会。

## 司教座聖堂
- 司教座 – カテドラル浦和教会

## 沿革
- 1846年（弘化3年） - 日本使徒座代理区が設立され、横浜に代理区長館が設置される。
- 1866年（慶応2年） - 代理区長館が長崎に移転。
- 1876年（明治9年） - 5月22日、日本使徒座代理区を日本北緯使徒座代理区、日本南緯使徒座代理区（現在の長崎教区）の2区に分割。日本北緯使徒座代理区は横浜に代理区長館を置き、北海道、東北、関東および中部の各地方を管轄区域とした。
- 1877年（明治10年） - 7月、代理区長館が東京に移転。
- 1891年（明治24年） - 4月17日、北緯代理区より北海道と東北地方を新設の函館使徒座代理区（現在の仙台教区）に委譲。同年6月15日、北緯代理区が東京大司教区に昇格。
- 1912年 （大正元年） - 8月13日、東京教区より富山、石川、福井の3県を、新設の新潟使徒座知牧区（現在の新潟教区）に委譲。
- 1922年（大正11年） - 2月18日、東京教区より愛知、岐阜の2県を新設の名古屋知牧区（現在の名古屋教区）に委譲。
- 1937年（昭和12年） - 11月9日、東京教区より神奈川、茨城、栃木、群馬、埼玉、山梨、長野、静岡の8県が、新設の横浜教区に委譲。
- 1939年（昭和14年） - 1月4日、横浜教区より埼玉、茨城、栃木、群馬の4県が浦和使徒座知牧区として独立。（独立当初より管轄地域に変更はない。）
- 1957年（昭和32年） - 12月16日、浦和知牧区は浦和教区に昇格。
- 2003年（平成15年） - 3月31日、浦和市の合併・市名称変更「さいたま市」発足に伴い、浦和教区よりさいたま教区と名称を変更。

## 歴代知牧・司教（教区長）

### 知牧
- 初代 - アンブローズ・ルブラン（フランシスコ会） 1939年 - 1940年
- 2代 - パウロ内野作蔵 1940年 - 1957年

### 司教（教区長）
- 初代 - ラウレンチオ長江恵 1958年 - 1979年
- 2代 - フランシスコ・ザビエル島本要 1980年 - 1990年
- 3代 – ペトロ岡田武夫 1991年 - 2000年
- 4代 – マルセリーノ谷大二 2000年 - 2013年
- （使徒座管理 - ペトロ岡田武夫 2013年 - 2018年[1]）
- 5代 – マリオ山野内倫昭 2018年 - [2][3]

## 所在地・交通アクセス
〒330-0061 埼玉県さいたま市浦和区常盤6-4-12（北緯35度51分39.5秒 東経139度38分38.7秒 / 北緯35.860972度 東経139.644083度）
- JR「浦和駅」または「中浦和駅」より徒歩15分